# Lê Văn Việt (quân nhân)
Lê Văn Việt (1937 - 1966), tức Tư Việt, còn gọi là Nguyễn Văn Hai hay Ba Thợ Mộc, là anh hùng Lực lượng vũ trang nhân dân, đảng viên Đảng Cộng sản Việt Nam.

## Tiểu sử
Ông sinh tại xã Long Phước, huyện Thủ Đức, Thành phố Hồ Chí Minh (thuộc phường Long Bình, thành phố Thủ Đức ngày nay) trong một gia đình nông dân nghèo có truyền thống cách mạng. Cha ông tham gia cách mạng và bị quân Pháp bắn chết khi ông mới 11 tuổi, không lâu sau thì mẹ cũng qua đời để lại 6 anh em trong sự đùm bọc của xóm làng. Lớn lên ông cũng tham gia cách mạng, đi theo con đường của cha mình.
Ông được kết nạp vào Đoàn Thanh niên Cộng sản Hồ Chí Minh năm 1959 và gia nhập lực lượng Vũ trang Thủ Đức vào ngày 3 tháng 2 năm 1960. Ngày 1 tháng 10 năm 1962, ông được kết nạp vào Đảng Cộng sản Việt Nam. Trong quá trình hoạt động cách mạng ông được phân công nhiều nhiệm vụ khác nhau như: vào hàng ngũ địch làm nội tuyến, tham gia diệt ác trừ gian, làm trinh sát...
Ngày 30 tháng 3 năm 1965, ông tham gia trận tấn công vào tòa Đại sứ Mỹ ở góc đường Hàm Nghi - Sài Gòn. Bị Mỹ bắt đày ra nhà tù Côn Đảo trong đêm 12 tháng 10 năm 1966. Tại phòng giam số 3 Trại Phú Hải, Lê Văn Việt cùng Lê Hồng Tư và Phạm Văn Dẫu đã tổ chức vượt ngục thoát khỏi nhà giam nhưng không thành công. Ông bị bắt lại, bị đánh đập, tra tấn dã man, cộng với vết thương cũ ở bụng nên đã qua đời vào ngày 30 tháng 11 năm 1966. Khi mất, ông là trung đội trưởng Đội 5 F100 Biệt động Sài Gòn – Gia Định.
Ông được an táng tại Khu C, Nghĩa trang Hàng Dương, Côn Đảo, tỉnh Bà Rịa – Vũng Tàu.

## Vinh danh
Ông được Chủ tịch nước Việt Nam truy tặng danh hiệu Anh hùng Lực lượng vũ trang nhân dân vào ngày 20 tháng 12 năm 1994.
Tên ông được đặt tên cho một số con đường ở Việt Nam như đường Lê Văn Việt ở Quận 9, Thành phố Hồ Chí Minh.